# Schweighouse-Thann
Schweighouse-Thann é uma comuna francesa na região administrativa de Grande Leste, no departamento Alto Reno. Estende-se por uma área de 10,79 km². Em 2010 a comuna tinha 790 habitantes (densidade: 73,2 hab./km²).